# آخرین روزها در بیابان
آخرین روزها در بیابان (به انگلیسی: Last Days in the Desert) فیلمی محصول سال ۲۰۱۵ و به کارگردانی رودریگو گارسیا است. در این فیلم بازیگرانی همچون ایوان مک‌گرگور، تای شرایدن، کیران هایندز و آیلت زورر ایفای نقش کرده‌اند.